# Festival des Allumées
Le Festival des Allumées était un événement culturel organisé à Nantes de 1990 à 1995.

## Principe
Ce festival dirigé par Jean Blaise rassemble successivement à Nantes pendant six années des artistes en provenance de six grands ports étrangers, durant six jours, de six heures de l'après-midi à six heures du matin. Les lieux de présentation et de représentation sont originaux, allant de l'opéra de Nantes à la friche industrielle.
Cette initiative a été lancée dans le cadre d'une politique culturelle ambitieuse voulue par Jean-Marc Ayrault, élu maire de Nantes pour la première fois en 1989, politique culturelle que l'historien Olivier Pétré-Grenouilleau analyse comme étant une « arme politique. Et, pour les socialistes, une machine de guerre contre leurs adversaires. » Au-delà de la motivation supposée, le même auteur fait le constat d'une réussite, et parle d'« explosion culturelle et artistique de Nantes », dont le festival des Allumées est la première réalisation.

## Les six éditions

### 1992 -Buenos Aires
Lors de cette édition, le Royal de luxe arrive d'Amérique du Sud, plus de 100 000 personnes assistent à leur parade dans Nantes. Après cette édition, « Les Allumés du tango » est créé, avec pour but la promotion de cette danse dans la cité nantaise, et toujours actif en 2011.

### 1993 -Naples
Lors de cette édition, sont proposés entre autres des cours de cuisine napolitaine dans des appartements bourgeois, une simili-rave aux sonorités de rock italien dans les hangars industriels Delafoy, un crooner du cru à L'Olympic, ou de la cartomancie dans un immeuble inoccupé situé cours des 50-Otages.

### 1995 -La Havane
Le président cubain Fidel Castro ayant privé de visas de sortie les 320 artistes attendus, au motif que les organisateurs ont invité des contestataires du régime à venir débattre lors du festival, celui-ci est annulé. Un débat est alors organisé, des concerts et des expositions sont maintenus dans le festival off.

## Pour approfondir